# 野々内保太郎
野々内 保太郎（ののうち やすたろう、1902年 - 1985年12月5日）は、日本画家。

## 人物
明治35年（1902年）島根県八束郡東出雲町(現・松江市)で生を受け、西山翠嶂に師事し京都市立絵画専門学校（現在の京都市立芸術大学）を卒業。「祥雲」という号を名乗っていたが、1932年から本名の保太郎へ改め、その翌年の1933年第13回帝展に「みやまの春」が初入選。以来、帝展・文展・日展に28回の入選を重ねる。1959年に皆川千恵子らと共に「牧人社」結成。画風は、細密かつ華麗な花鳥画を得意としていた。息子の、野々内良樹、井上稔、野々内宏の3人も絵の道に進み日本画家として活躍している。

## 経歴
- 1902年 島根県八束郡東出雲町出雲郷（現・松江市）に生まれる。
- 1935年 第13回帝展で「みやまの春」が入選。
- 1959年 牧人社結成。

## 代表作
『みやまの春』